# Fissidens semperfalcatus
Fissidens semperfalcatus är en bladmossart som beskrevs av Hugh Neville Dixon 1935. Fissidens semperfalcatus ingår i släktet fickmossor, och familjen Fissidentaceae. Inga underarter finns listade i Catalogue of Life.